# الرباط رمادة (ذي السفال)

تعديل مصدري - تعديل

الرباط رمادة هي إحدى قرى عزلة حبير بمديرية ذي السفال التابعة لمحافظة إب، بلغ تعداد سكانها 806 نسمة حسب تعداد اليمن لعام 2004.